# Cosmosquare (métro d'Osaka)
Cosmosquare (コスモスクエア駅, Kosumosukuea-eki) est une station du métro d'Osaka sur les lignes Chūō et Nankō Port Town (New Tram) dans l'arrondissement de Suminoe à Osaka.

## Situation sur le réseau
Établie en souterrain, la station Cosmosquare est située au point kilométrique (PK) 3,2 de la ligne Chūō. Elle marque le terminus nord de la ligne Nankō Port Town.

## Histoire
La station a été inaugurée le 18 décembre 1997 sur la ligne Technoport, reprise depuis 2005 par les lignes Chūō et Nankō Port Town.

## Services aux voyageurs

### Accès et accueil
La station est ouverte tous les jours.

### Desserte
- Ligne Chūō :
  - voie 1 : direction Nagata (interconnexion avec la ligne Kintetsu Keihanna pour Nara-Tomigaoka)
  - voie 2 : direction Yumeshima
- Ligne Nankō Port Town :
  - voies 3 et 4 : direction Suminoekoen

Installations et desserte
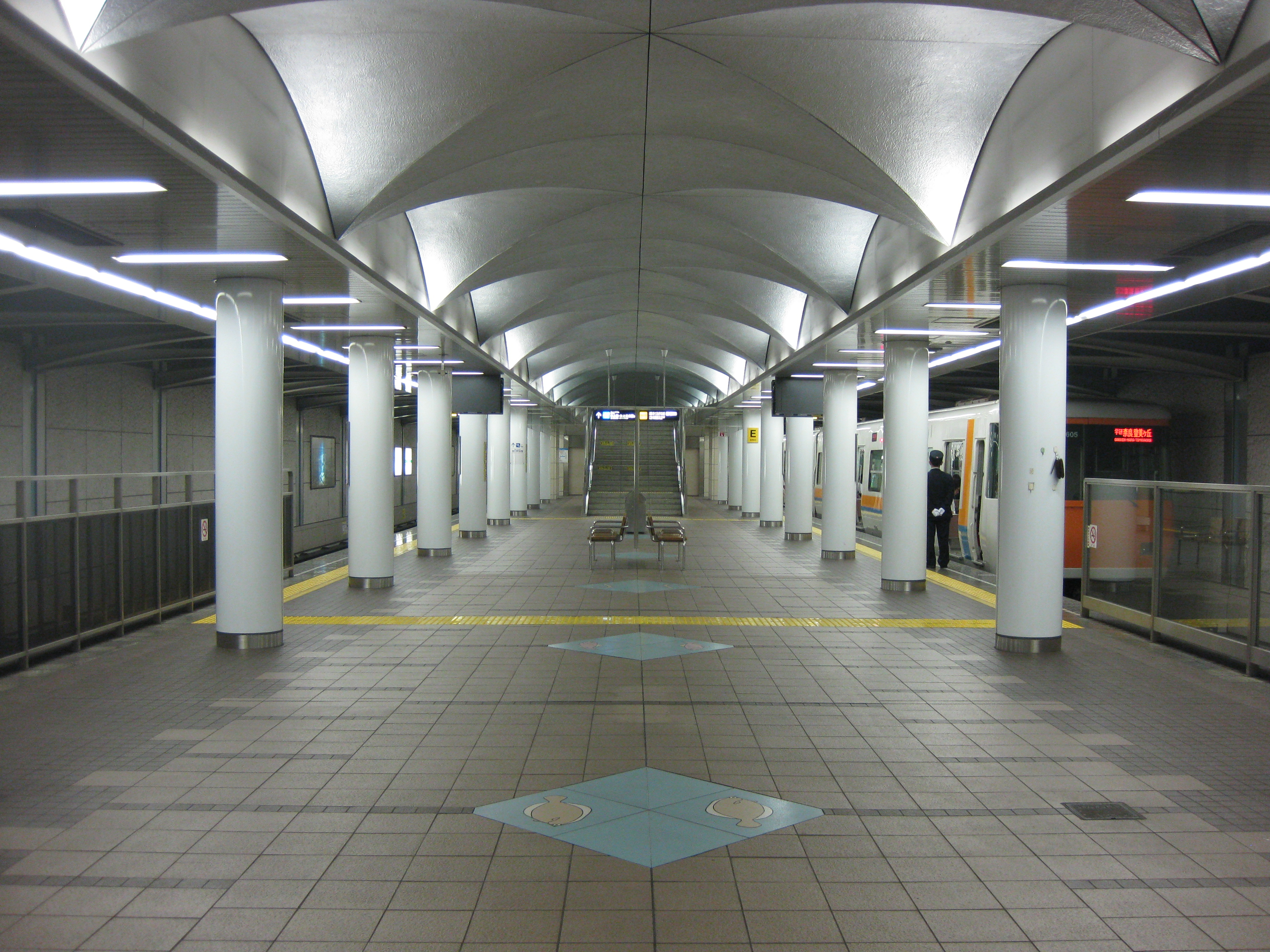
Quai de la ligne Chūō
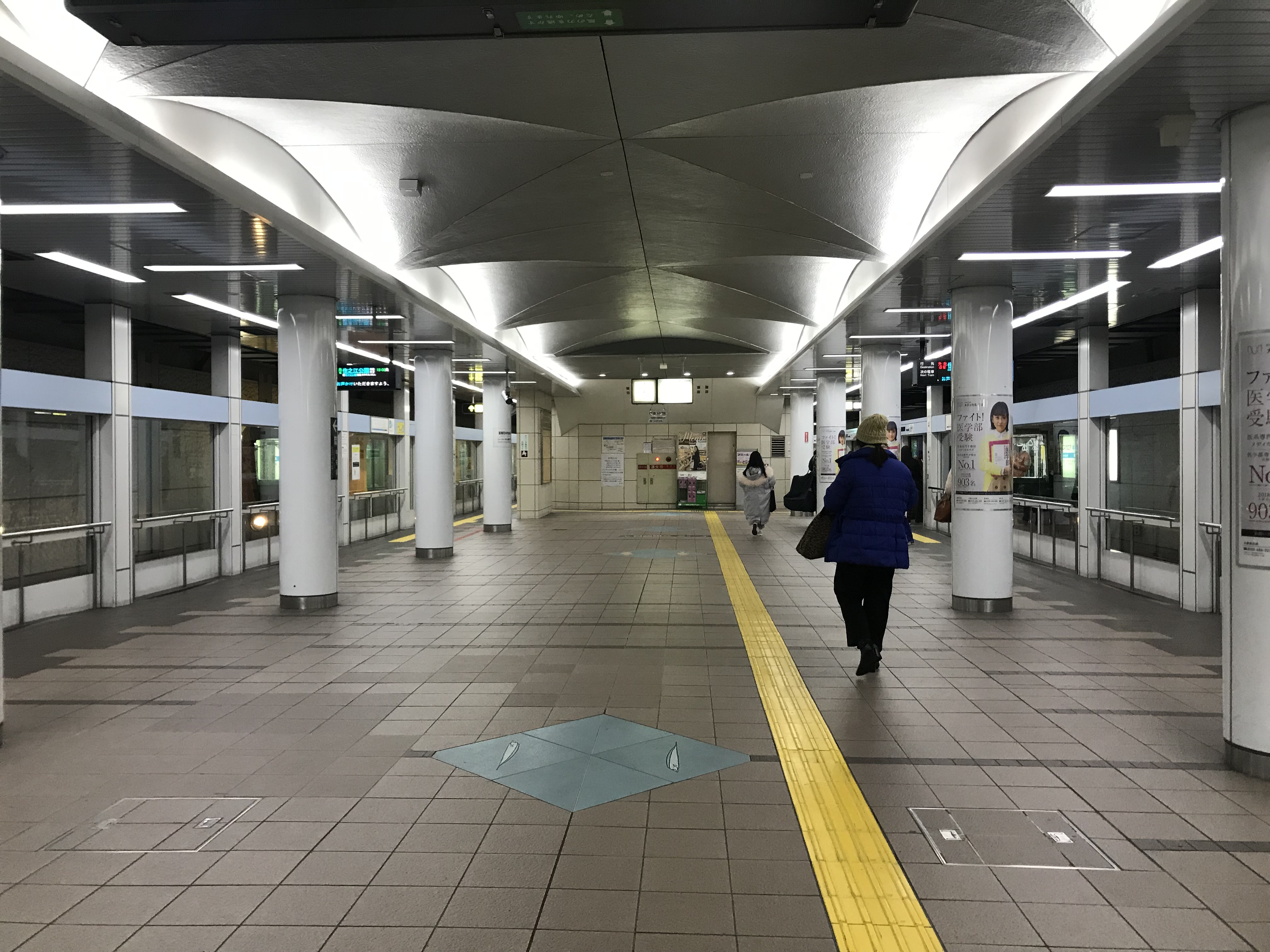
Quai de la ligne Nanko Port Town

## Dans les environs
- Intex Osaka
- Port d'Osaka
- Osaka World Trade Center